# Trosia
Trosia is een geslacht van vlinders van de familie Megalopygidae.

## Soorten
- T. acea Hopp, 1930
- T. bicolor (Möschler, 1883)
- T. circumcincta (Schaus, 1905)
- T. dimas (Cramer, 1775)
- T. fallax (Felder, 1874)
- T. flavida Dognin, 1911
- T. nigropuncta Druce, 1909
- T. nigropunctigera Fletcher, 1982
- T. ochracea Hopp, 1922
- T. pellucida (Möschler, 1877)
- T. pulla Forbes, 1942
- T. roseipuncta (Druce, 1906)
- T. rufa (Jones, 1912)
- T. semirufa (Druce, 1906)
- T. xinga (Dognin, 1922)
- T. zernyi Hopp, 1930
- T. zikani Hopp, 1922